# 오카다 신지
오카다 신지(일본어: 岡田 慎司, 1996년 3월 10일~)는 일본의 축구 선수이다.

## 구단 경력
그는 2018년 일본 풋볼 리그의 FC 이마바리에 입단했다. 2019년 일본 풋볼 리그 3위를 기록하여 J3리그로 승격했다. 2022년까지 22경기에 출전. 2023년 나라 클럽로 이적했다.